# ウィリアム・クレイヴェン (第6代クレイヴェン男爵)

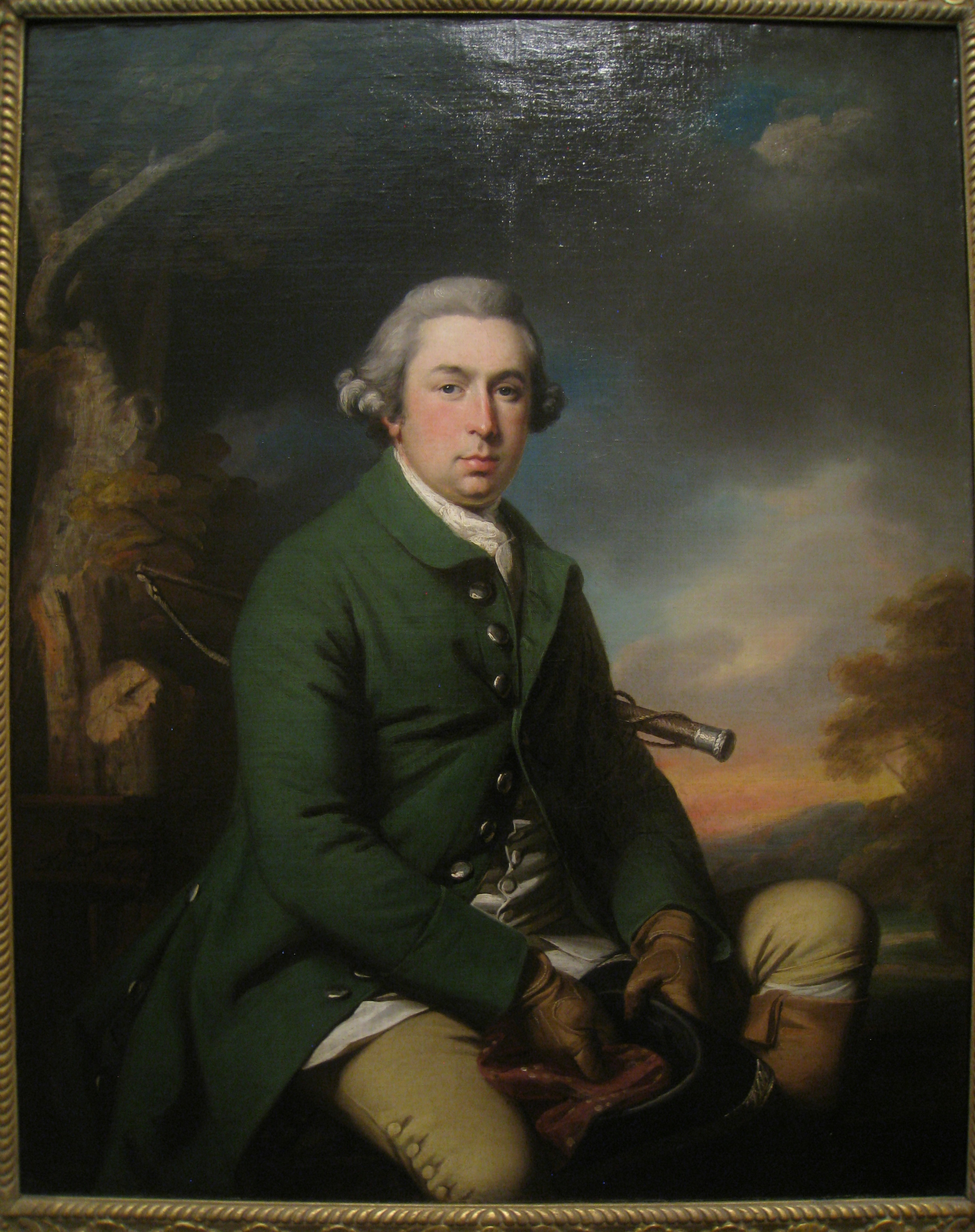
フランシス・コーツによる肖像画、1768年作、ウスター美術館所蔵。

第6代クレイヴェン男爵ウィリアム・クレイヴェン（英語: William Craven, 6th Baron Craven、1738年9月11日 – 1791年9月27日）は、イギリスの政治家、貴族。ホイッグ党所属。

## 生涯
ジョン・クレイヴェン（John Craven、1708年2月7日 – 1752年8月21日、第5代クレイヴェン男爵ウィリアム・クレイヴェンの弟）とメアリー・ヒックス（Mary Hickes、バプティスト・ヒックスの娘）の息子として、1738年9月11日に生まれ、同日に洗礼を受けた。1756年10月20日、オックスフォード大学ベリオール・カレッジに入学した。その後、オール・ソウルズ・カレッジでB.A.（1762年）、M.A.（1766年）、D.C.L.（1773年7月7日）の学位を修得した。
1769年3月17日に伯父ウィリアムが死去すると、クレイヴェン男爵の爵位を継承した。
1786年から1791年に死去するまでバークシャー統監を務めた。
1791年9月27日にローザンヌで死去、ビンリーで埋葬された。

## 人物
『The Royal Register』は「野党にいるのは卿なのか、夫人なのか？」（Is it my Lord that is in Opposition or my Lady?）とクレイヴェンが政治において妻に支配されていると揶揄した。

## 家族
1767年5月30日、エリザベス・バークリー（1750年12月17日 – 1828年1月13日、第4代バークリー伯爵オーガスタス・バークリーの娘）と結婚、3男4女をもうけた。
- エリザベス（1799年1月3日没） - 1792年4月17日、ジョン・エドワード・マドックス（John Edward Madocks）と結婚
- マリア・マーガレット（英語版）（1769年4月26日 – 1851年3月9日） - 1792年1月1日、第2代セフトン伯爵ウィリアム・フィリップ・モリニュー（英語版）と結婚、子供あり
- ウィリアム（英語版）（1770年 – 1825年） - 第7代クレイヴェン男爵、後に初代クレイヴェン伯爵に叙爵
- ジョージアナ（1839年没）
- アラベラ（1819年6月9日没） - 1793年4月6日、フレデリック・シンジョン（英語版）と結婚、子供あり
- ヘンリー・オーガスタス・バークリー（1776年12月21日 – 1836年） - 1829年、Marie Clarisse Trebhault（1865年4月4日没）と結婚
- ケッペル・リチャード（英語版）（Keppel Richard、1779年6月1日 – 1851年6月24日） - 旅行家

クレイヴェン男爵夫婦は1780年に別居し、エリザベスはアンスバッハに移住した。そのためか、エリザベスはクレイヴェン男爵の死後1か月にも満たない1791年10月13日にリスボンでブランデンブルク＝アンスバッハ辺境伯カール・アレクサンダーと再婚した。